# Jamajka na Zimowych Igrzyskach Olimpijskich 2002
Jamajkę na Zimowych Igrzyskach Olimpijskich 2002 reprezentowało dwu mężczyzn, którzy startowali w konkurencji bobslejowej.
Był to piąty start reprezentacji Jamajki na zimowych igrzyskach olimpijskich.

## Skład reprezentacji

### Bobsleje
| Osada | Zawodnicy                     | Konkurencja     | 1. przejazd | 1. przejazd | 2. przejazd | 2. przejazd | 3. przejazd | 3. przejazd | 4. przejazd | 4. przejazd | Razem   | Razem   |
| Osada | Zawodnicy                     | Konkurencja     | Czas        | Miejsce     | Czas        | Miejsce     | Czas        | Miejsce     | Czas        | Miejsce     | Czas    | Miejsce |
| ----- | ----------------------------- | --------------- | ----------- | ----------- | ----------- | ----------- | ----------- | ----------- | ----------- | ----------- | ------- | ------- |
| JAM-1 | Lascelles Brown Winston Watts | Dwójki mężczyzn | 48,59       | 27          | 48,58       | 26          | 49,01       | 28          | 48,76       | 27          | 3:14,94 | 28      |